# Comuna Tătărăști, Bacău
Tătărăști (în trecut, Corni) este o comună în județul Bacău, Moldova, România, formată din satele Cornii de Jos, Cornii de Sus, Drăgești, Gherdana, Giurgeni, Tătărăști (reședința) și Ungureni.

## Așezare
Comuna se află în sud-estul județului, la limita cu județul Vrancea, pe malul stâng al Siretului, în dreptul lacului de acumulare Berești; prin comună curge și râul Polocin, care se varsă tot în Siret mai spre sud, în comuna Homocea din județul vecin Vrancea. Este traversată de șoseaua județeană DJ252C, care o leagă spre sud-est de Huruiești și spre nord la Corbasca și Pâncești.

## Demografie
Componența etnică a comunei Tătărăști
     Români (92,25%)
     Alte etnii (0,11%)
     Necunoscută (7,65%)
Componența confesională a comunei Tătărăști
     Ortodocși (91,81%)
     Alte religii (0,32%)
     Necunoscută (7,86%)
Conform recensământului efectuat în 2021, populația comunei Tătărăști se ridică la 1.857 de locuitori, în scădere față de recensământul anterior din 2011, când fuseseră înregistrați 2.397 de locuitori. Majoritatea locuitorilor sunt români (92,25%), iar pentru 7,65% nu se cunoaște apartenența etnică. Din punct de vedere confesional, majoritatea locuitorilor sunt ortodocși (91,81%), iar pentru 7,86% nu se cunoaște apartenența confesională.

## Politică și administrație
Comuna Tătărăști este administrată de un primar și un consiliu local compus din 11 consilieri. Primarul, Petru Tăbăcaru[*], de la Partidul Social Democrat, este în funcție din 2012. Începând cu alegerile locale din 2024, consiliul local are următoarea componență pe partide politice:
|  | Partid                    | Consilieri | Componența Consiliului | Componența Consiliului | Componența Consiliului | Componența Consiliului | Componența Consiliului | Componența Consiliului | Componența Consiliului | Componența Consiliului |
|  | ------------------------- | ---------- | ---------------------- | ---------------------- | ---------------------- | ---------------------- | ---------------------- | ---------------------- | ---------------------- | ---------------------- |
|  | Partidul Social Democrat  | 8          |                        |                        |                        |                        |                        |                        |                        |                        |
|  | Partidul Național Liberal | 3          |                        |                        |                        |                        |                        |                        |                        |                        |

## Istorie
La sfârșitul secolului al XIX-lea, comuna purta numele de Corni, făcea parte din plasa Berheci a județului Tecuci și era formată din satele Cornii de Jos, Cornii de Sus, Giurgeni, Tătărăști și Ungureni, având în total 1644 de locuitori. În comună existau o școală mixtă cu 43 de elevi (din care 4 fete) și cinci biserici (una în fiecare sat). Anuarul Socec din 1925 o consemnează în plasa Găiceana a aceluiași județ, având în compunere aceleași sate plus satul Costișa și o populație de 1264 de locuitori. În 1931, comunei i-au fost arondate și câteva din satele comunei Huruiești (Gălești, Nedelcu, Perchiu și Prădaiș).
În 1950, comuna a fost transferată raionului Răchitoasa din regiunea Bârlad și apoi (după 1956) raionului Adjud din regiunea Bacău și între timp comuna Huruiești s-a reînființat iar comuna Corni a primit numele de Tătărăști. În 1968, comuna a trecut la județul Bacău și a preluat și satele Drăgești și Gherdana ale fostei comune Florești.

## Monumente istorice
Trei obiective din comuna Tătărăști sunt incluse în lista monumentelor istorice din județul Bacău ca monumente de interes local, toate trei fiind clasificate ca monumente de arhitectură: biserica de lemn „Adormirea Maicii Domnului” (1770) din satul Drăgești; biserica „Sfântul Dumitru” (1854) din satul Gherdana; și biserica „Sfinții Voievozi” (1811) din cătunul Costișa al satului Ungureni.